# Franz Winzinger
Franz Winzinger (* 22. Juli 1910 in Hofberg/Niederbayern; † 8. September 1983 in Regensburg) war ein deutscher Maler, Kunsthistoriker, Restaurator und Hochschullehrer.

## Leben
Franz Winzinger war Sohn eines Gastwirts. Sein Abitur machte er 1930 in München. Er studierte dann Malerei an der Akademie der Bildenden Künste München und nebenbei Kunstgeschichte an der Technischen Hochschule München (THM) und an der Ludwig-Maximilians-Universität München (LMU). 1940 promovierte er erstmals bei Hans Karlinger an der THM.
Nach Kriegsteilnahme im Zweiten Weltkrieg geriet er in Kriegsgefangenschaft. Nach seiner Entlassung habilitierte er 1956 an der Universität Erlangen.
Ab 1953 lehrte er an der Philosophisch-Theologischen Hochschule Regensburg, ab 1957 als Privatdozent und dozierte von 1954 bis 1979 an der Akademie der Bildenden Künste Nürnberg.
Winzinger verfasste mehrere Schriften, unter anderem über Adi Holzer, Albrecht Altdorfer, Albrecht Dürer, Katsushika Hokusai, Toshusai Sharaku, Martin Schongauer und den Meister von Mühldorf. Seine eigenen Bilder werden noch heute gehandelt. In den 1960er, 1970er und 1980er Jahren machte er sich als Kunstsammler einen Namen.

## Ehrungen und Auszeichnungen
Winzinger war Ehrenmitglied zahlreicher in- und ausländischer Akademien.
- 1965: Österreichisches Ehrenkreuz für Wissenschaft und Kunst 1. Klasse[5]
- 1971: Kulturpreis Ostbayern[5]
- 1974: Akademie-Medaille für besondere Verdienste, Akademie der Bildenden Künste Nürnberg[5]
- 1975: Albertus-Magnus-Medaille, Stadt Regensburg[6]
- 1977: Bundesverdienstkreuz[5]
- 1980: Kulturpreis der Stadt Regensburg[7]
- Benennung Franz-Winzinger-Weg in Regensburg Königswiesen[8]